# Fabricant 100
Fabricant 100 (яп. 人造人間100  Дзиндзо: нингэн 100 , «Фабрикант 100») — манга, написанная и проиллюстрированная Дайсукэ Эносимой. Публиковалась с декабря 2022 года по сентябрь 2023 в журнале Weekly Shōnen Jump издательства Shueisha.

## Сюжет
Когда-то на окраинах одной деревни жил врач, который был зациклен на идее создания «идеального человека». После смерти доктора его творения-фабриканты начинают нападать на людей, чтобы получить идеальное тело. Когда они убивают всю семью Асиби Яо, он отправляется на поиски мести в сопровождении последнего творения доктора — Фабриканта 100.

## Выпуск
«Фабрикант 100» написана и проиллюстрированна Дайсукэ Эносимой. Ваншот под названием Jinzou Ningen 100 был впервые опубликован в журнале Weekly Shonen Jump издательства Shueisha 18 октября 2021 года в рамках проекта Golden Future Cup. В восьмом номере журнала за 2022 год WSJ объявил, что ваншот победил в 15-м GFC и получает право на сериализацию в журнале. Выпуск манги начался в первом номере журнала Weekly Shonen Jump за 2023 год, поступившем в продажу 4 декабря 2022 года и закончился 3 сентября 2023, с выпуском последней, 36 главы.
В течении сериализации манга одновременно выпускалась на английском языке в сервисе Manga Plus и на веб-сайте Shonen Jump компании Viz Media.

## Приём
В 2023 году манга была номинирована на премию Next Manga Award в категории «Лучшая печатная манга».